# Campeonato de Francia de Rugby 15 1929-30
El Campeonato de Francia de Rugby 15 1929-30 fue la 34.ª edición del Campeonato francés de rugby, la principal competencia del rugby galo.
El campeón del torneo fue el equipo de Agen quienes obtuvieron su primer campeonato.

## Desarrollo

### Segunda Fase
| Equipo         | Puntos   |
| -------------- | -------- |
| Stade Français | 6 puntos |
| Montferrand    | 4 puntos |
| FC Lourdes     | 2 puntos |

| Equipo     | Puntos   |
| ---------- | -------- |
| Agen       | 6 puntos |
| Limoges    | 4 puntos |
| SC Pamiers | 2 puntos |

| Equipo                | Puntos   |
| --------------------- | -------- |
| Carcassonne           | 6 puntos |
| Toulon                | 3 puntos |
| CA Villeneuve-sur-Lot | 3 puntos |

| Equipo          | Puntos   |
| --------------- | -------- |
| Biarritz        | 6 puntos |
| Bordeaux Begles | 4 puntos |
| Grenoble        | 2 puntos |

| Equipo     | Puntos   |
| ---------- | -------- |
| US Quillan | 6 puntos |
| US Cognac  | 4 puntos |
| TOEC       | 2 puntos |

| Equipo      | Puntos   |
| ----------- | -------- |
| Pau         | 6 puntos |
| Perpignan   | 4 puntos |
| FC Lézignan | 2 puntos |

| Equipo      | Puntos   |
| ----------- | -------- |
| SA Bordeaux | 5 puntos |
| Perpignan   | 4 puntos |
| Béziers     | 3 puntos |

| Equipo   | Puntos   |
| -------- | -------- |
| Tarbes   | 5 puntos |
| Narbonne | 4 puntos |
| Toulouse | 3 puntos |

### Cuartos de final
| abril de 1930 | Agen | 18 - 0 | Tarbes |  |  |

| abril de 1930 | Pau | 5 - 3 | Stade Français |  |  |

| abril de 1930 | Carcassonne | 18 - 3 | Biarritz |  |  |

| abril de 1930 | US Quillan | 10 - 5 | SA Bordeaux |  |  |

### Semifinal
| mayo de 1930 | Agen | 18 - 5 | Pau |  |  |

| mayo de 1930 | Carcassonne | 0 - 3 | US Quillan |  |  |

### Final
| 18 de mayo de 1930 | Agen | 4 - 0   | US Quillan | Parc Lescure, Bordeaux |  |
|                    |      | Reporte |            |                        |  |

| Bandera de Francia |
| Campeón Agen       |
| Primer título      |